# Великодній тиждень

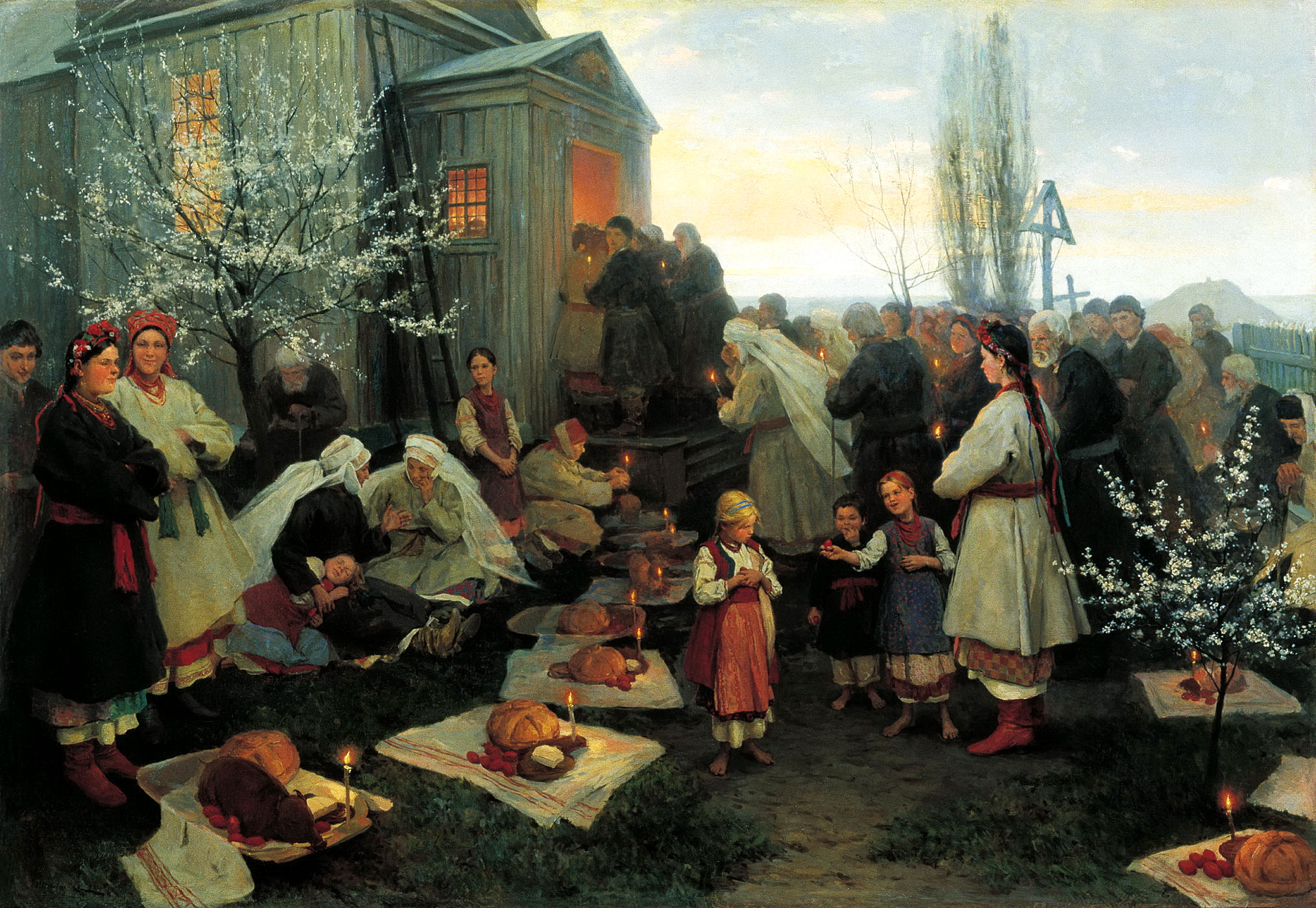
Микола Пимоненко «Великодня утреня» (1904)

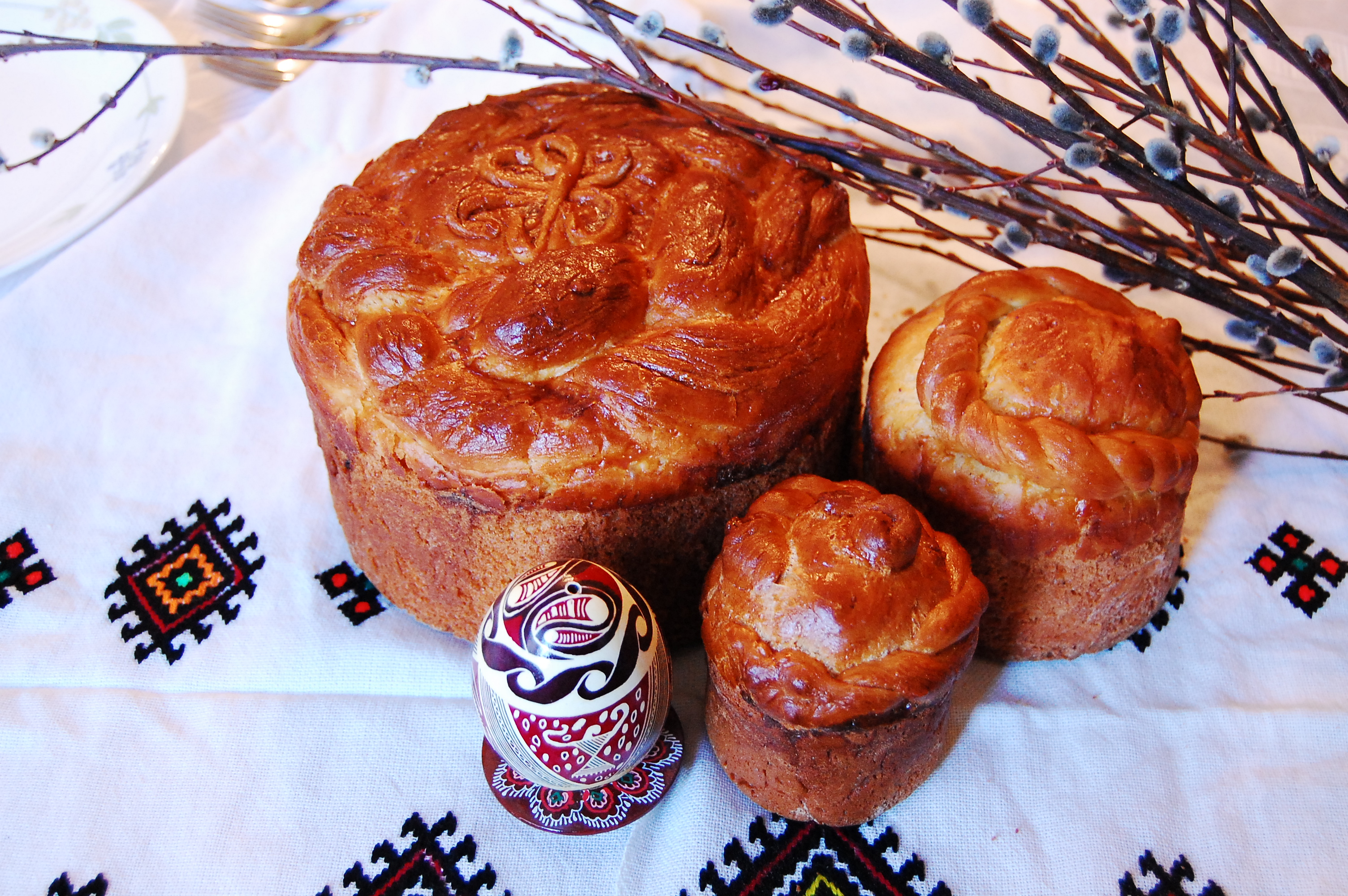
Традиційні українські Паски з писанкою та вербою

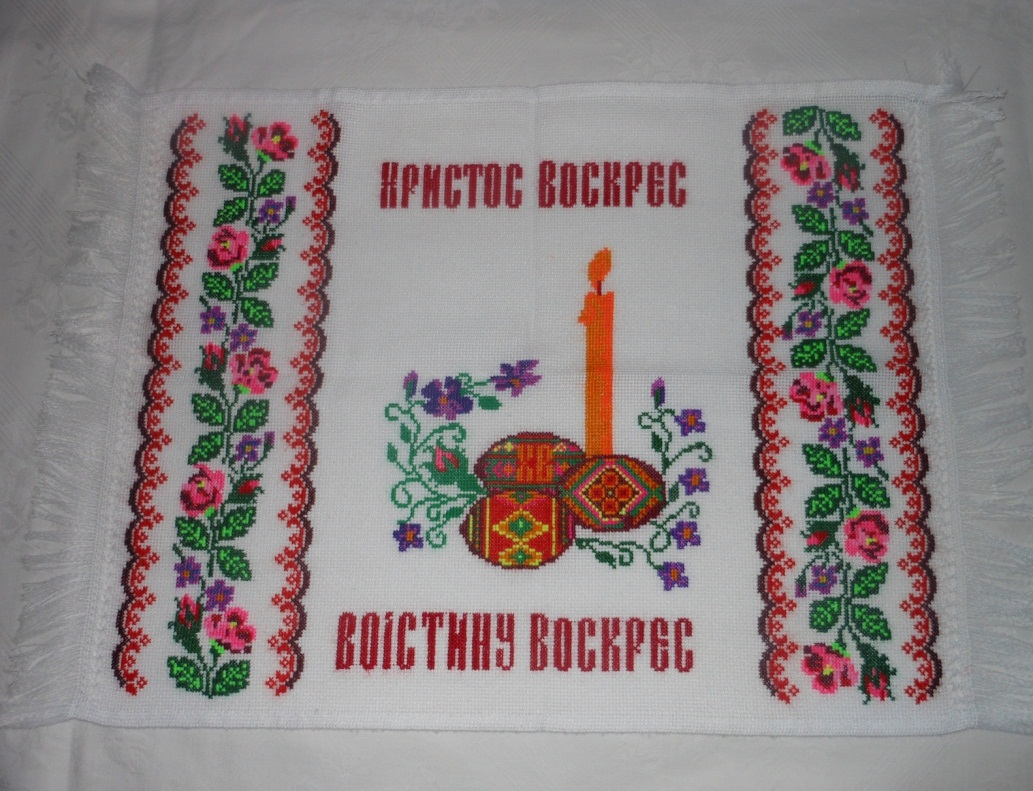
Великодній рушник

Велико́дній ти́ждень (Сві́тла седми́ця, також Пасха́льний ти́ждень, Сві́тлий ти́ждень, Святи́й ти́ждень — у християнстві період тривалістю сім днів, що включає в себе Великодню неділю і шість наступних днів до Томиної неділі (друга неділя після Пасхи або Антипасха)
У православ'ї та католицьких церквах візантійського обряду в усі дні седмиці всі богослужіння (утреня, часи, літургія та вечірня) подібні богослужінню Великодніх свят. Протягом усього тижня царські врата православних храмів залишаються відкритими — до Світлої суботи, коли після літургії відбувається роздроблення та роздача артоса.
66-те правило Шостого Вселенського собору постановляє: «Від святого дня Воскресіння Христа Бога нашого до тижня нового [тобто до Фоминої неділі] протягом усієї седмиці вірні мають у святих церквах безперестанно вправлятися у псалмах і співах і піснях духовних, радіючи і тріумфуючи в Христі, і слухаючи читання Божественних писань, і святими таємницями насолоджуючись. Бо таким чином з Христом купно воскреснемо, і вознесемося. Через це у зазначені дні нехай не буде кінських змагань або інших народних видовищ».
Тиждень суцільний (загальниця): немає посту в середу і п'ятницю, і навіть готуючись до Причастя не можна самовільно накладати на себе піст.
Протягом усього Великоднього тижня після богослужіння здійснюються хресні ходи, на яких віруючі співають святкові піснеспіви і священик всіх кропить святою водою. Під час хресного ходу звучить святковий дзвін. Православні християни в цей період як замість Ранішніх, так і замість Вечірніх молитов, читають Пасхальні часи.
Понеділок Великоднього тижня в окремих регіонах України називають «Поливаний понеділок», бо там функціонує звичай, що хлопці обливають дівчат водою, а ті за це дарують їм писанки.
Четвер Великоднього тижня подекуди називають «Навський великдень», тобто Великдень мерців, оскільки вважалося що в цей день звістка про настання Великодня сягає потойбічного світу й померлі приєднуються у святкуванні до живих. У цей день було прийнято прибирати могили на кладовищах напередодні Проводів.
У П'ятницю Великоднього тижня відзначається свято ікони Божої Матері «Живоносне джерело». В цей день у храмах здійснюється мале водосвяття.
У християн Римського та інших західних обрядів аналогом Великоднього тижня є Октава Пасхи.